# Pseudarthria crenata
Pseudarthria crenata är en ärtväxtart som beskrevs av William Philip Hiern. Pseudarthria crenata ingår i släktet Pseudarthria och familjen ärtväxter. Inga underarter finns listade i Catalogue of Life.